# 拱猪
拱猪（ゴンジュー）は、中国および中華圏で人気のあるトランプを使ったゲームである。トリックテイキングゲームで、基本的なルールはハーツと同様であるが、大幅に拡張されている。
拱猪は、トーナメントなどで競技される真剣なゲームというよりは、楽しみのために行われるのが普通であるが、一部の団体は拱猪に「華牌」という別の名前をつけてトーナメントを行っている。

## 概要
拱猪では、Q♠に非常に大きなマイナス点があり、このカードのことを「猪」（ブタ）と呼ぶ。逆にJ♦は「羊」と呼ばれて、プラスの点がある。したがって、猪を避けて羊を得ることがゲームの目的になる。
ハーツの一種であるブラック・レディに多くのルールを追加したものである。

## ルール
得点の数え方などにさまざまの方式が存在するが、この節では膳书堂文化编(2009)にあるルールに従い、異なる点についてはオプションルール・変種の項で述べる。
4人で競技する。個々の競技者が別々に競技しても、向かいあった2人ずつがチームを組んでもよい。
トランプは通常の52枚のカードを使い、ジョーカーは使用しない。カードのランクはコントラクトブリッジなどと同様、A > K > Q > J > 10 > 9 > 8 > 7 > 6 > 5 > 4 > 3 > 2 である。
ディーラーは各競技者に13枚ずつのカードを配る。
プレイは反時計回りに進む。最初のプレイにおいて、最初のトリックを誰がリードするかは地域差があるが、たとえば2♠のような特定のカードを持つ人がリードする。2回目以降のプレイでは、前回Q♠を取った競技者がリードする。このゲームには切り札は存在しない。ほかの競技者は、リードと同じスートのカードを持っていればそれを出さなければならないが、持っていなければ何を出してもよい。リードと同じスートでもっとも強いカードを出した人がそのトリックの勝者となり、場に出たカードのうち点数のあるカードをすべて獲得し、自分の前に表を向けて並べる。点数のないカードはそのまま場に捨てる。トリックの勝者が次のトリックをリードする。以上を手札が尽きるまで繰り返す。

### 得点
ハートのカードすべてにマイナス点があり、各カードの点数は以下のとおりである。4♥がマイナス10点であることに注意。ハートのカード13枚の点数をすべて足すとマイナス200点になる。これとは別な点数体系もある（オプションルール・変種を参照）
| カード | A♥  | K♥  | Q♥  | J♥  | 10♥ | 9♥ | 8♥ | 7♥ | 6♥ | 5♥ | 4♥  | 3♥ | 2♥ |
| 点数   | -50 | -40 | -30 | -20 | -10 | -9 | -8 | -7 | -6 | -5 | -10 | -3 | -2 |

- Q♠（猪） - マイナス100点
- J♦（羊） - プラス100点
- 10♣（変圧器） - このカード自身には点数はないが、このカードを獲得した競技者はプラス・マイナスともに得点が倍になる。ただし、10♣以外にハート・猪・羊を持っていない場合は、プラス50点になる。

### 特殊ルール
ひとりでハート13枚すべてを獲得した場合、すべてのカードの正負が逆転する。すなわち、その競技者はマイナス200点ではなく、プラス200点を得る。これを満紅と呼ぶ。さらにQ♠はプラス100点、J♦はマイナス100点となる。これを猪羊変色と呼ぶ（ただし猪羊変色は採用しないことも多い）。
ひとりでハート13枚とQ♠・J♦の15枚全部を獲得した場合、プラス500点になる。さらに10♣も獲得すれば倍のプラス1000点になる。

### ゲームの終了
プレイを繰り返し、だれかがプラス1000点またはマイナス1000点に達したら終了する。点数の多い者が最終的な勝者となる。

## オプションルール・変種
変種は非常に多くのものが存在する。ここでは主要なものを述べるにとどめる。

### ハートの点数
2から9までのハートの点数を、5♥・6♥・7♥・8♥・9♥をマイナス10点、2♥・3♥・4♥を0点とすることがある。この場合もハートの13枚を合計するとマイナス200点になる。

### カードをさらす
中国語では「亮牌・売牌」などと呼ばれる。手札の中にQ♠・J♦・A♥・10♣のいずれかがある競技者が、プレイ開始前にそのカードをさらすことによって、そのカードの点が倍になるルール。
- Q♠は、さらすとマイナス200点になる。（亮猪・売猪）
- J♦は、さらすとプラス200点になる。（亮羊・売羊）
- A♥は、さらすとすべてのハートの点数が倍になる。
- 10♣は、さらすと、点数を4倍にするカードに変化する（ほかに点数のあるカードがない場合はプラス100点）。

### トランプ2組を使う
他の多くの中国のトランプゲームと同様に、トランプ2組（104枚）を使う変種が存在する。
この変種では、同一の（スートもランクも同じ）カード2枚のペアがあれば、それをまとめてリードすることができる。ペアのリードに対して、同じスートのペアを持っていれば必ずペアをフォローしなければならない。ペアがなければリードと同じスートの任意の2枚を出す。それもなければ任意の2枚を出して構わないが、そのトリックに勝つことはできない。ペアがリードされた場合、トリックの勝者の決定はやや複雑で、ダイヤではペアがペアでないものに勝ち、それ以外のスートではペアでないものがペアに勝つ。ペア同士・ペアでないもの同士では、その2枚を構成する2枚のうちの強い方のカードのランクを比較する。
同じカードを2枚さらすと、そのカードそれぞれの点数が4倍になる。たとえばQ♠を2枚さらすと、1枚あたりマイナス400点になる。
満紅にはハートを全部（26枚）あつめる必要がある。点数もトランプ1組を使うときの倍のプラス400点になる。満紅に加えてQ♠・J♦を集めるときも30枚全部集める必要があり、その点数もトランプ1組を使うときの倍になる。
ゲームはだれかがプラス4000点かマイナス4000点に達したら終了する。

### 罰ゲーム
負けた人間にさまざまな罰ゲームをさせることがある。トランプの中から鼻でQ♠を掘りださせるなど。